# Bartłomiej Bonk

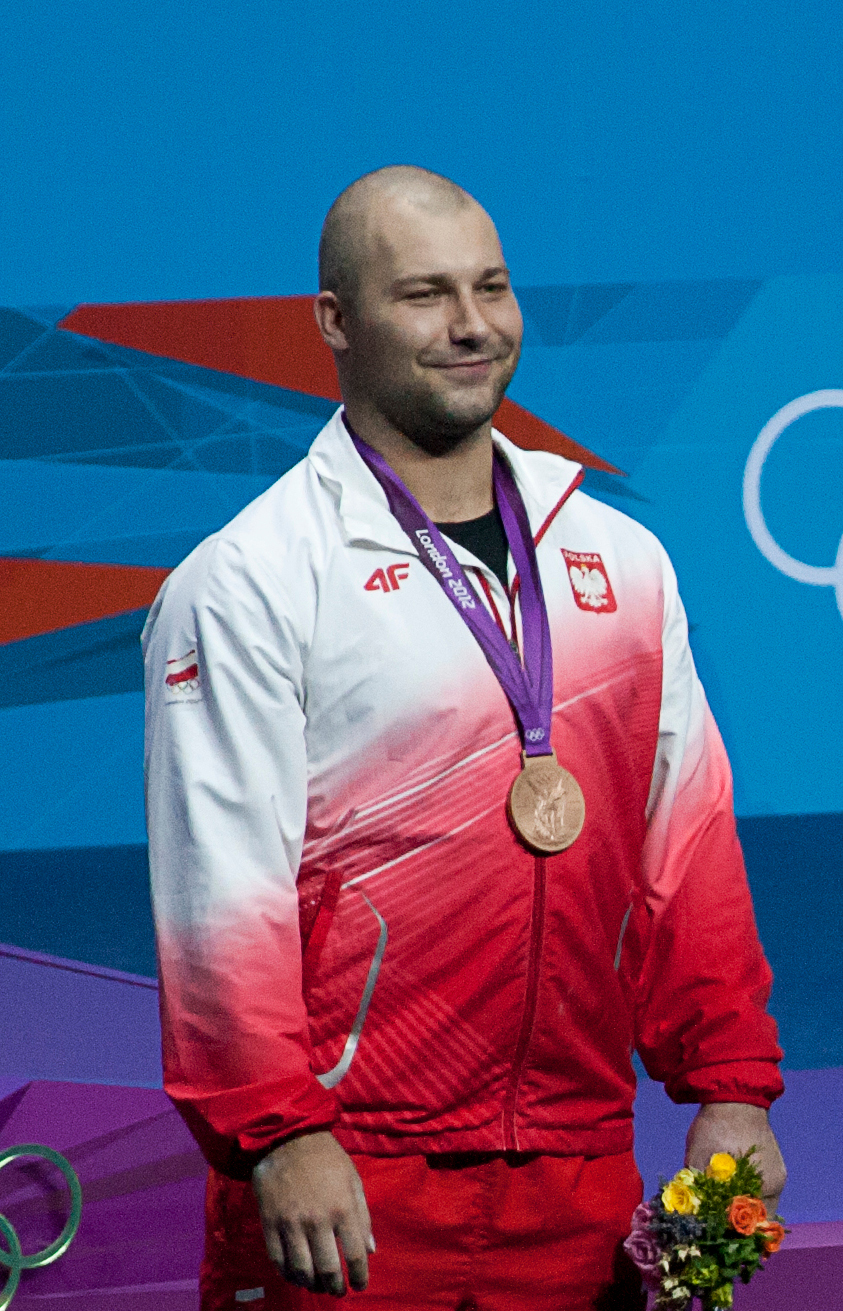
Bartłomiej Bonk bei der Siegerehrung der Olympischen Spiele 2012

Bartłomiej Wojciech Bonk (* 11. Oktober 1984 in Więcbork) ist ein polnischer Gewichtheber.

## Karriere
Bonk belegte bei den Weltmeisterschaften 2002 den elften Platz in der Klasse bis 94 kg. Bei den Europameisterschaften 2004 war er Siebter. Im selben Jahr wurde er wegen eines Dopingverstoßes für 18 Monate gesperrt. 2006 wurde Bonk bei den Europameisterschaften Vierter im Zweikampf und Erster im Reißen. Bei den Weltmeisterschaften 2007 erreichte er den achten Platz. 2008 nahm er an den Olympischen Spielen in Peking teil, hatte aber im Stoßen keinen gültigen Versuch.
2010 wechselte er in die Klasse bis Klasse bis 105 kg und erreichte bei den Weltmeisterschaften im Zweikampf den vierten und im Stoßen den dritten Platz. Bei den Europameisterschaften 2011 gewann er Bronze und bei den Weltmeisterschaften 2011 wurde er Fünfter. 2012 nahm Bonk an den Olympischen Spielen in London teil und konnte dort die Bronzemedaille gewinnen. Bei den Weltmeisterschaften 2013 wurde er Dritter im Zweikampf und Zweiter im Reißen. 2015 gewann er bei den Europameisterschaften Gold.